# Cossebaude (Ortsteil)
Cossebaude ist ein Ortsteil im Westen der sächsischen Landeshauptstadt Dresden. Mit den benachbarten Ortsteilen Gohlis, Neu-Leuteritz und Niederwartha bildet er die gleichnamige Ortschaft. Cossebaude liegt im Elbtal an der Bundesstraße 6 gegenüber von Radebeul am Rande der linkselbischen Täler.

## Lage

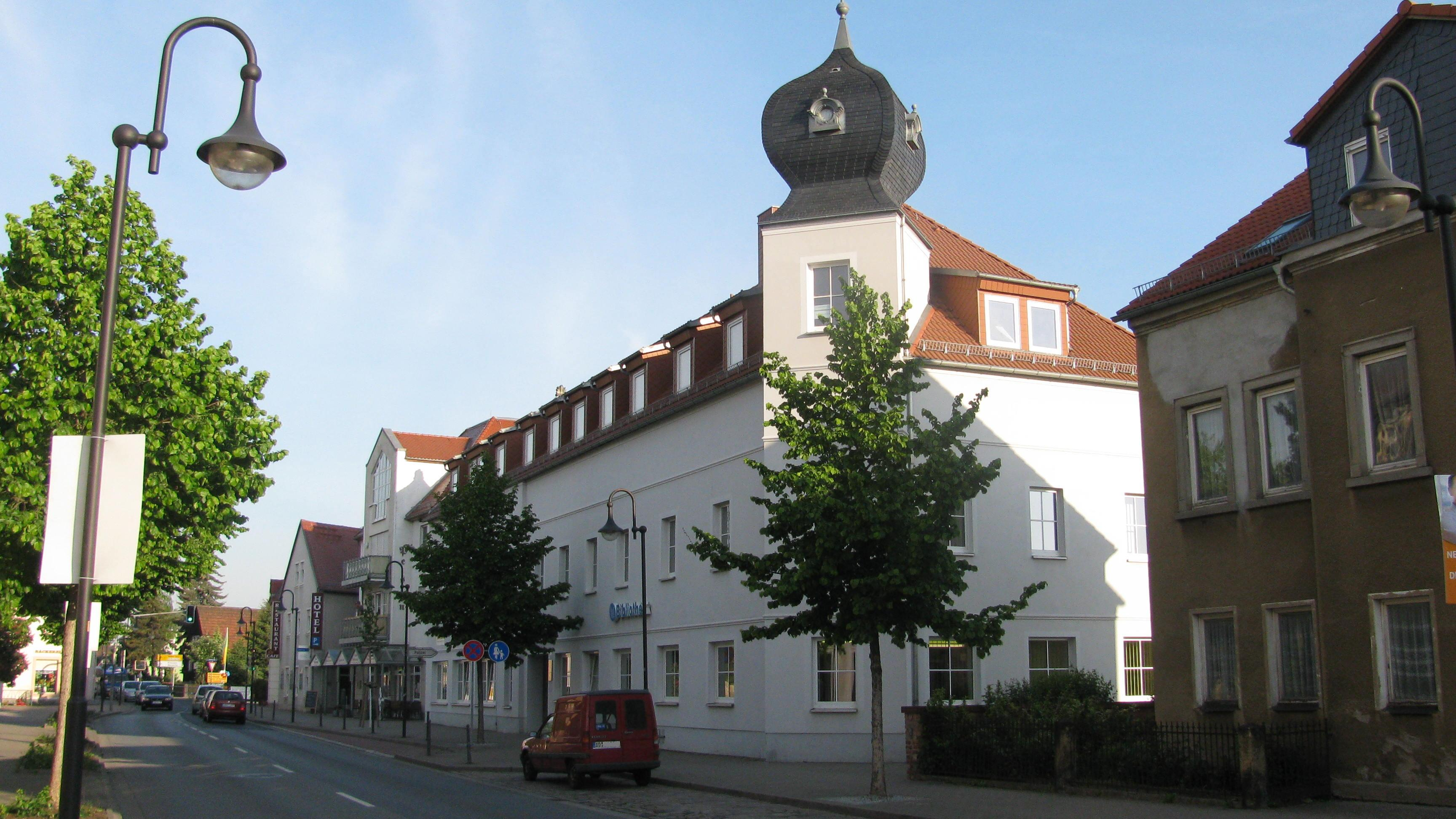
Verwaltungssitz der Ortschaft Cossebaude

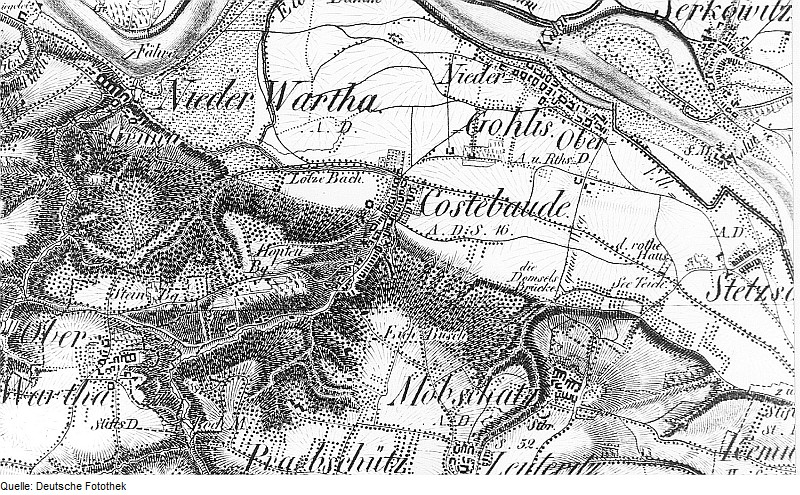
„Costebaude“ und seine Nachbardörfer auf einer Karte von 1821

Die Gemarkung Cossebaude liegt neun Kilometer nordwestlich des Dresdner Stadtzentrums, der Inneren Altstadt, auf der linken Elbseite. Der Hauptteil der Ortslage befindet sich hierbei im Elbtalkessel, kleinere Teile ziehen sich auch bis zur Meißner Hochland genannten Lösshochfläche hinauf. Am dortigen Elbhang liegt, ebenfalls auf der Flur der Gemarkung Cossebaude, der Ortsteil Neu-Leuteritz. Angrenzende Gemarkungen sind die anderen Cossebauder Ortsteile Nieder- und Obergohlis im Osten und Norden und Niederwartha im Nordwesten. Im Westen grenzt Cossebaude an Oberwartha und im Süden an die Mobschatzer Ortsteile Brabschütz, Alt-Leuteritz und Mobschatz. Damit liegt Cossebaude entgegen der weit verbreiteten Annahme nicht direkt am Ufer der Elbe, sondern wird von dem Strom durch Niedergohliser Fluren getrennt. Der Ortsteil Cossebaude ist Teil des Dresdner statistischen Stadtteils Cossebaude/Mobschatz/Oberwartha. Der zum Teil erhaltene historische Cossebauder Ortskern liegt auf einer Höhe von 120 m ü. NN am Ausgang des Lotzebachtals und wird vom Lotzebach durchflossen.

## Verkehr
Cossebaude liegt an der Bundesstraße 6. Der Bahnhof Cossebaude befindet sich an der Bahnstrecke Berlin–Dresden. Bis 1990 war Cossebaude über die 1906 eröffnete Vorortbahn Cotta–Cossebaude an das Streckennetz der Dresdner Straßenbahn angeschlossen. Es war die letzte Linie, die ausschließlich mit Gothawagen bedient wurde. Heute verkehrt hier die Stadtbuslinie 68. Cossebaude ist auch an den Bus-Regionalverkehr angeschlossen.

## Bildungseinrichtungen

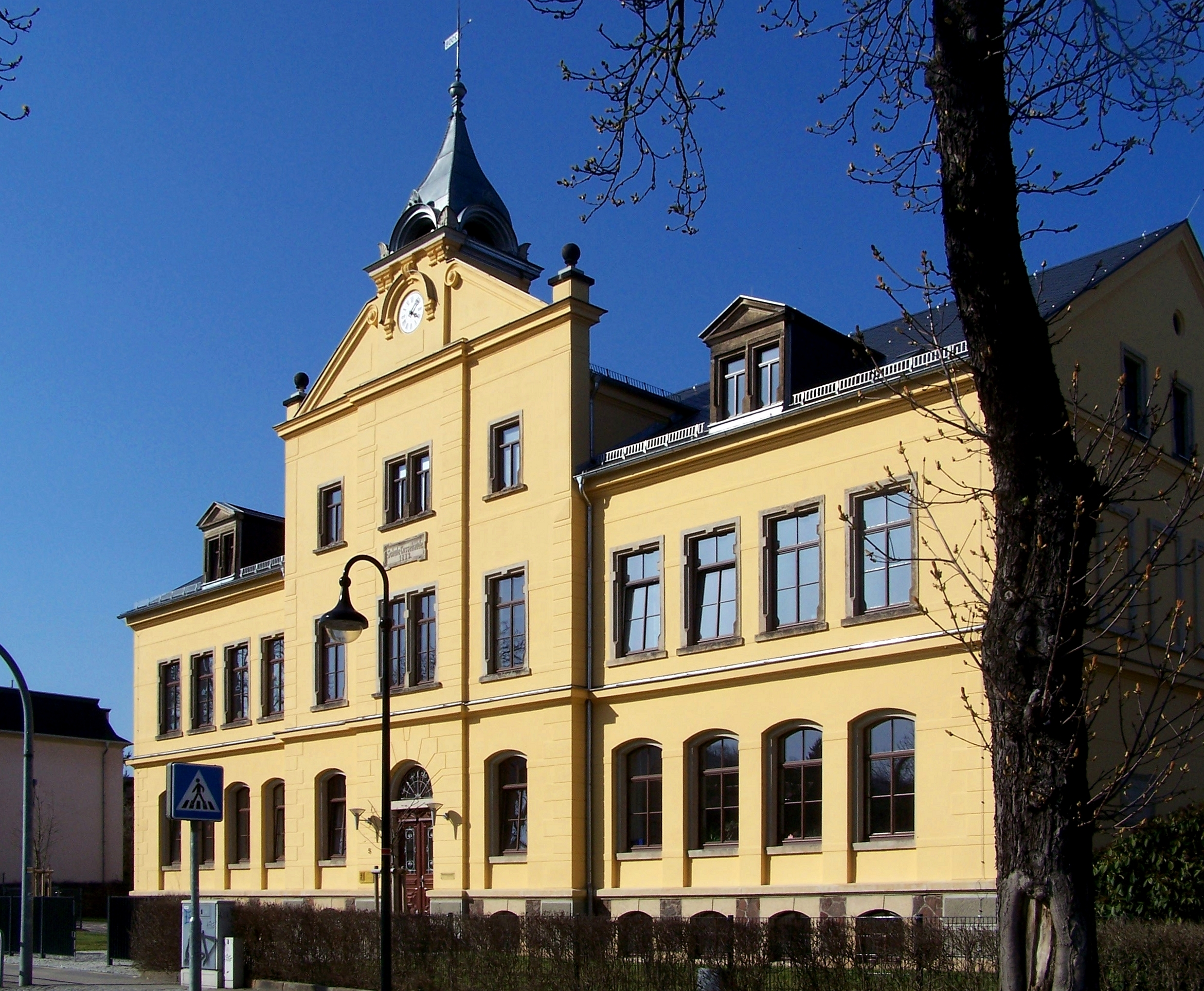
Grundschule

In Cossebaude gibt es zwei Schulen. Die Schüler der Grundschule Cossebaude, die sich in einem Altbau in der Nähe des Bahnhofes befindet, kommen aus der näheren Umgebung. Dagegen befindet sich die Oberschule Cossebaude in einem Neubau aus der DDR-Zeit vom Typ Dresden Atrium. Die Schüler kommen aus Cossebauder, Mobschatzer und Gompitzer Ortsteilen sowie aus Oberwartha, dem Stadtbezirk Cotta, Gauernitz oder sogar Meißen. Die Aufrechterhaltung der Schülerzahlen gestaltet sich Jahr für Jahr schwierig.

## Geschichte
Steinbeilfunde in der Nähe der hiesigen Lochmühle bezeugen die Besiedlung dieses Gebietes schon um 8000 v. Chr. In der Zeit der Völkerwanderung siedelten sich hier Slawen an.

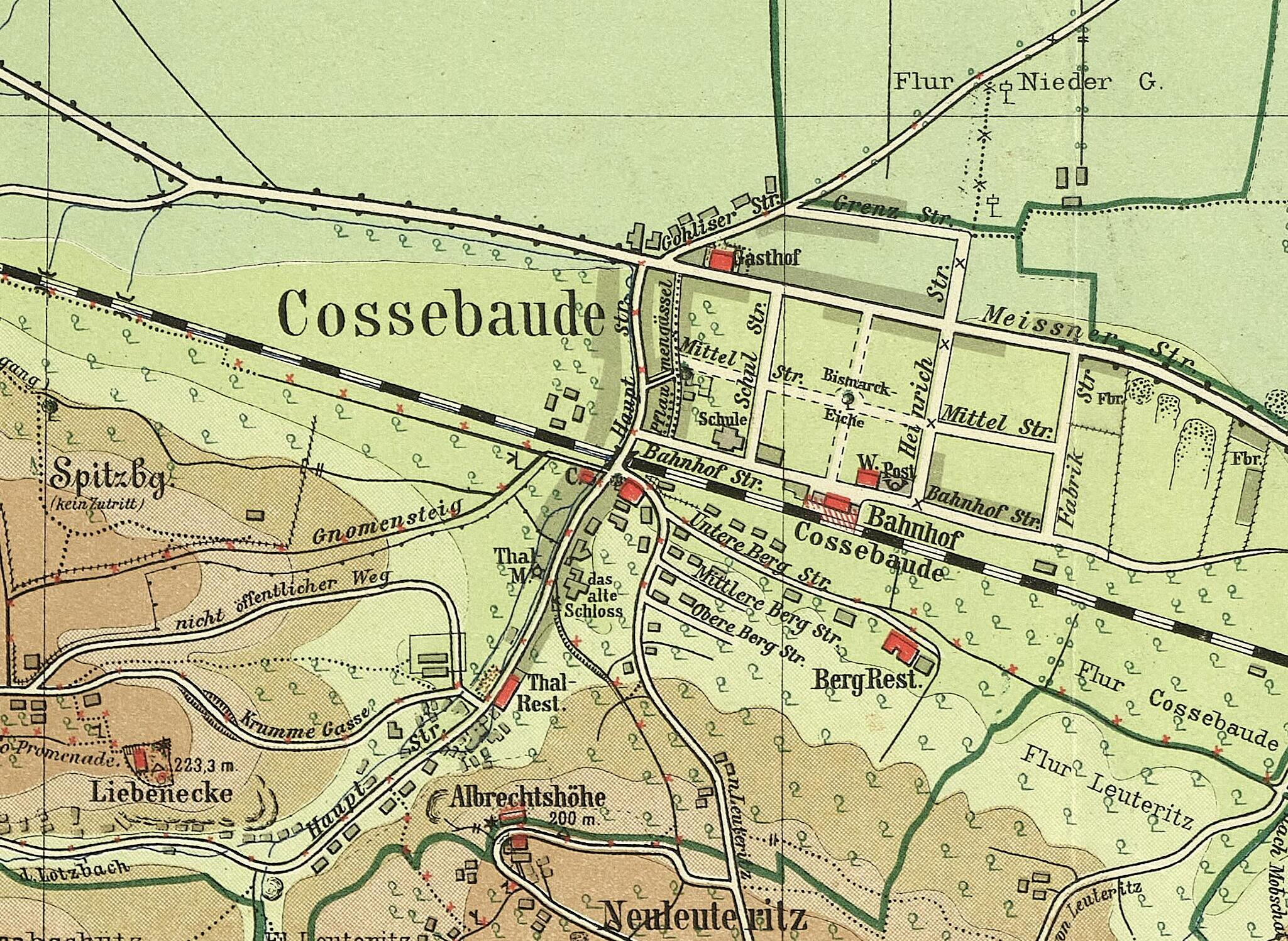
Cossebaude auf einer Karte von 1896

Im Jahre 1071 soll Cossebaude in der sogenannten Benno-Urkunde, benannt nach dem Meißner Bischof Benno, als „Gozebudi“ das erste Mal urkundlich erwähnt worden sein, was heute allerdings angezweifelt wird. Diese Fälschung steht im Zusammenhang mit weiteren ebenfalls unechten Urkunden, auf das Jahr 1091 und auf das Jahr 1068 gefertigt. Alle Fälschungen dienten gemeinsam zur Bestätigung von Besitzansprüchen des Hochstifts Meißen 1144 durch König Konrad III. Die nur durch das Hochstift Meißen überlieferte Papsturkunde vom 27. Februar 1140 von Papst Innozenz II. ist ebenfalls nicht frei vom Fälschungsvorwurf. Alle diese Urkunden stehen in Bezug zu den Entwicklungen ab 1142/43 im Gau Nisan, welche in einem Wettlauf um die Herrschaft in dieser Region mündeten, an dem ab 1142 neben dem Bistum Meißen und dem Herzogtum Böhmen auch der deutsche König und ab 1143 auch die Markgrafen von Meißen beteiligt waren. Cossebaude wurde demnach frühestens in der Urkunde des Papstes Innozenz II. am 27. Februar 1140 als Cozebude erstmals erwähnt, wobei auch hier berechtigte Zweifel angebracht sind. Zweifelsfrei ist offenbar die Erwähnung in der Königsurkunde von 1144. Der Ort befand sich nach dieser Urkunde unter der Herrschaft des Hochstifts Meißen.
Wie Cospuden und Kospoth geht auch der Ortsname von Cossebaude auf das altsorbische „Kosobudy“ zurück und könnte „Siedlung der Leute, die mit Sensen (in die Erde) stechen“ oder „Siedlung der Leute, die Amseln aufspießen“ bedeuten. Eine Ableitung von „koza“ (Ziege) kommt nicht in Frage. Da der Ortsname nicht mehr verständlich war, erfolgte im Laufe der Zeit seine Angleichung an ähnlich klingende Wörter des Deutschen, darunter „kosten“ und „Baude“ (Hütte, Bude).
Die geschützte südliche Hanglage in Cossebaude beförderte sehr schnell den Weinbau. Bereits 1269 wird die „Liebe Ecke“ als Weinberg benannt. 1604 gelangt das Dorf in den Besitz des württembergischen Geheimrates Dr. Aichmann, der den Weinbau in der Gegend modernisiert; 1619 fiel Cossebaude dem sächsischen Kurfürsten zu. Eine bedeutende Rolle kommt Cossebaude in den letzten Jahren des Dreißigjährigen Krieges zu: Nachdem noch 1640 schwedische Soldaten den Ort überfielen und verwüsteten, fanden 1645 in Cossebaude die ersten Friedensverhandlungen zwischen Sachsen und Schweden im Gasthof „Zum Schwarzen Bären“ statt, die im gegenüberliegenden Kötzschenbroda fortgesetzt wurden und dort ihren Abschluss fanden.

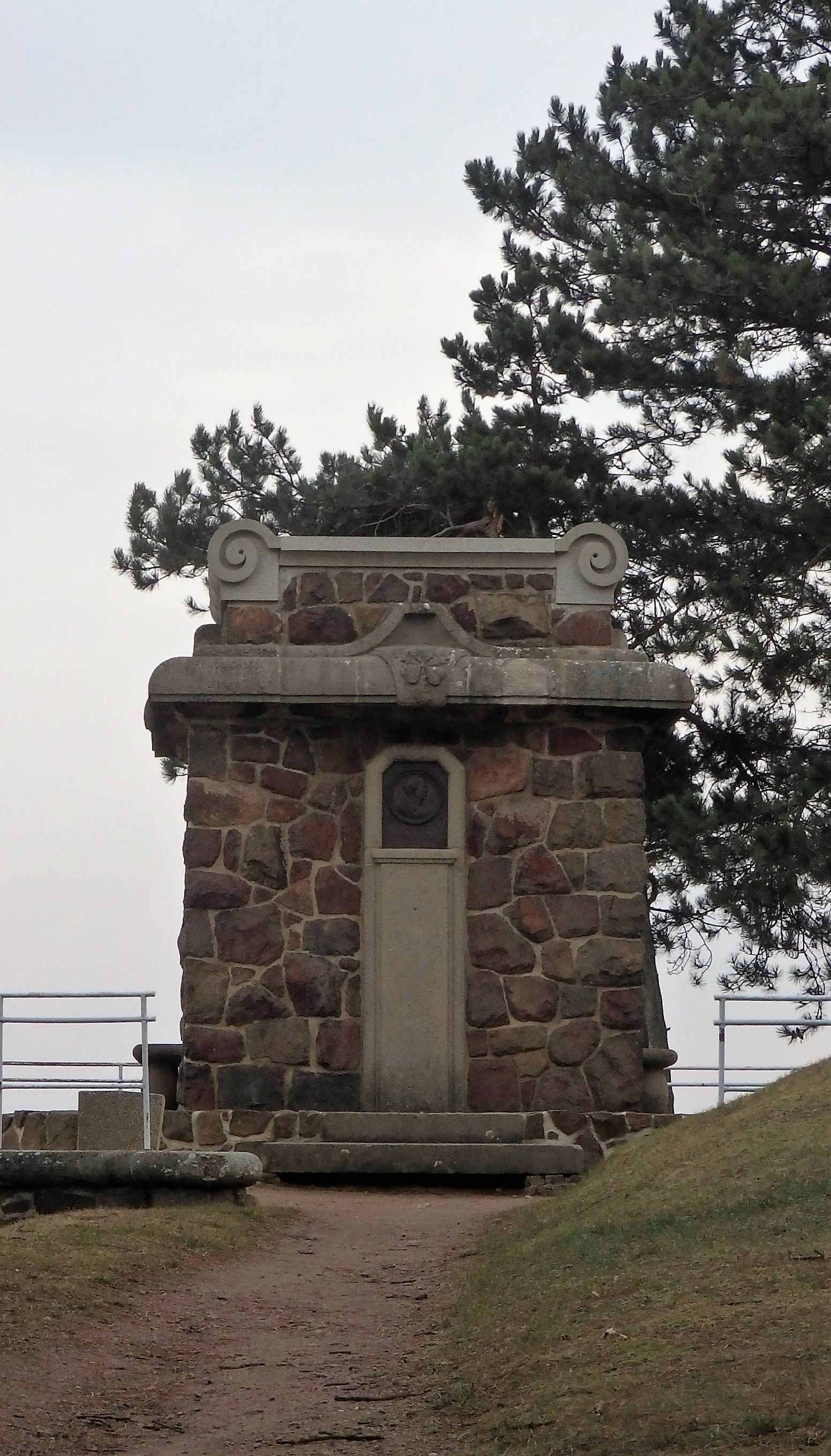
Bismarckturm Cossebaude

Von 1715 bis 1760 lebte der „gelehrte Bauer von Cossebaude“, Johann(es) Ludewig, der sich autodidaktisch vor allem in der Mathematik und Astronomie große Kenntnisse aneignete, sodass er z. B. exakt eine Sonnenfinsternis vorausberechnen konnte.
Das Jahr 1891 bringt einschneidende Veränderung im Weinbau: Die aus Frankreich eingeschleppte Reblaus vernichtet einen Großteil der Weinstöcke in Cossebaude. Ersatzweise werden auf den gerodeten Flächen Obstbäume angepflanzt. Deren Blütezeit bescheren dem Ort bis Mitte des 20. Jahrhunderts regelmäßig im Frühjahr Besucherströme aus Dresden und der Region zur „Cossebauder Baumblut“. Im Jahr 1900 wird Erna Berger im Gebäude des Cossebauder Bahnhofes geboren. Sie gelangt später als Sängerin zu Weltruhm. Anfang des 20. Jahrhunderts gründet der aus Königsberg kommende Viktor Teschendorff eine Baumschule, die durch ihre Rosenzucht weltweite Anerkennung fand. Ein Enkel Viktor Teschendorffs ist der in Cossebaude aufgewachsene Dirigent Hartmut Haenchen.
Der Osterberg diente der Legende nach in alter Zeit als Treffpunkt der Germanen zur Osterzeit, daher der Ursprung des Namens. Um 1890 wurde auf dem Osterberg ein weithin sichtbares neogotisches Schloss errichtet sowie eine Ausflugsgaststätte, die in den 1950er Jahren unter anderem für Betriebsferienlager genutzt wurde.
Im Jahr 1913 wurde an der Herrenkuppe der Cossebauder Bismarckturm errichtet; 1927 beginnt der Bau des Pumpspeicherwerkes Niederwartha, des weltweit ersten Kraftwerkes seiner Art. Das zugehörige Unterbecken liegt teilweise auf Cossebauder Flur und ist seit der Eröffnung des Werkes 1929 in einer großen Region bekannt als Stauseebad Cossebaude.
Im Jahr 1970 wurde die Gemarkung Cossebaude um den als Neu-Leuteritz bezeichneten Nordteil der Gemarkung Leuteritz erweitert. Seither ist Neu-Leuteritz ein Ortsteil der Ortschaft Cossebaude. Vier Jahre später erfolgte die Eingemeindung der Nachbarorte Gohlis und Niederwartha. Im Januar 1994 kam auch Oberwartha zur Gemeinde Cossebaude, erhielt aber dabei den Status einer Ortschaft. Am 1. Juli 1997 wurden Cossebaude als Teil der gleichnamigen Ortschaft zusammen mit Niederwartha und Gohlis sowie die Ortschaft Oberwartha nach Dresden eingegliedert.

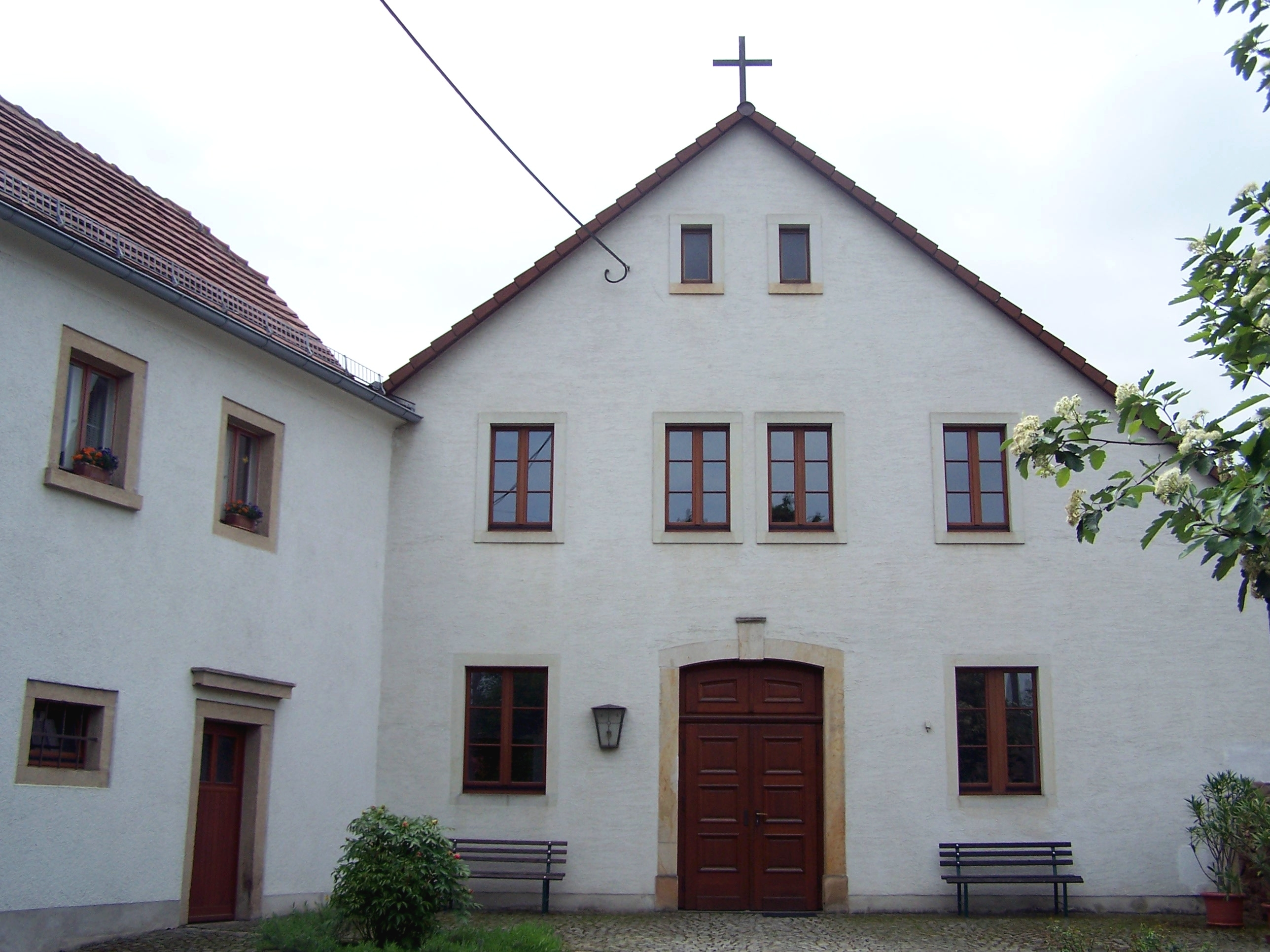
Evangelische Kirche
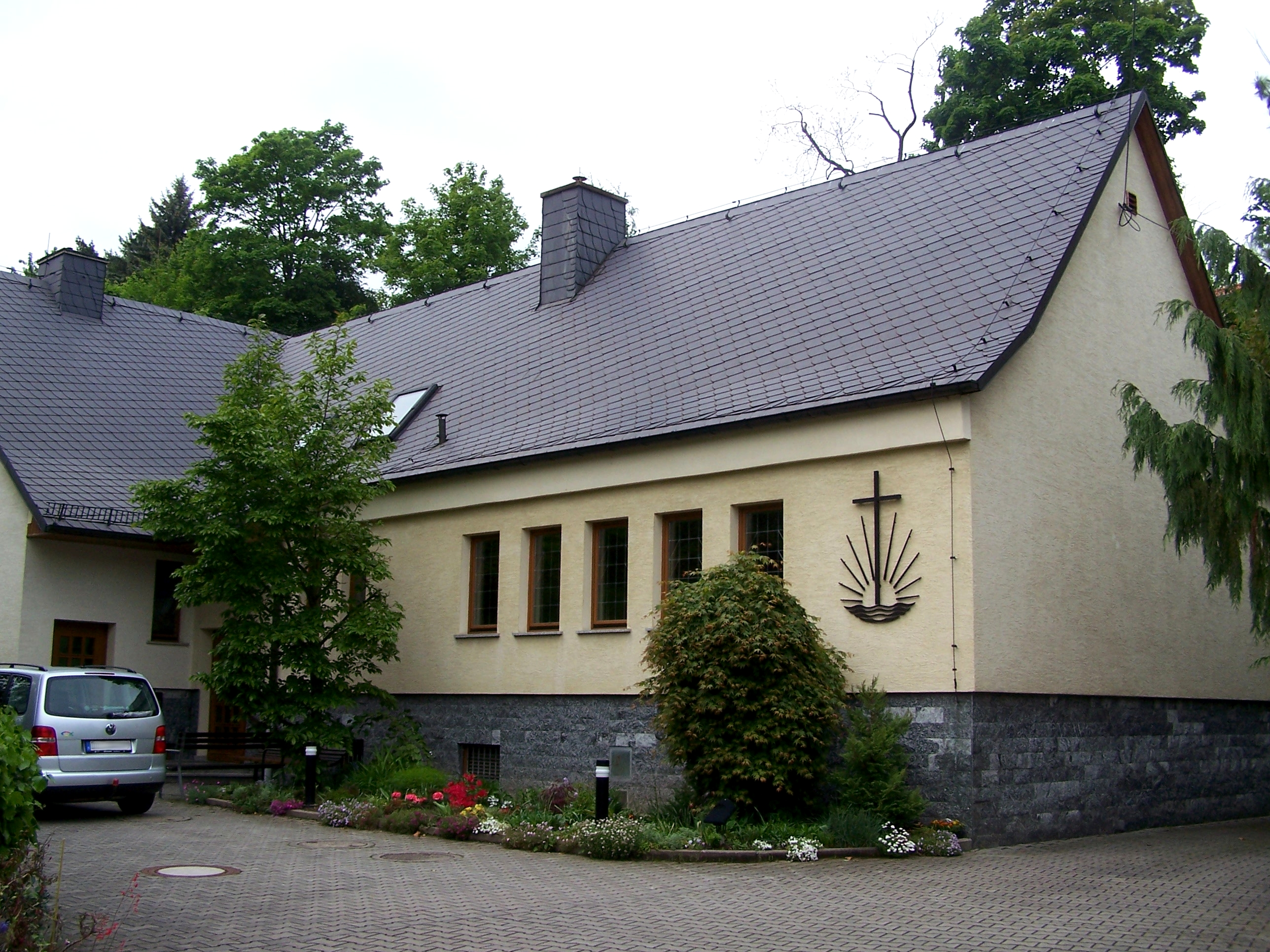
Neuapostolische Kirche
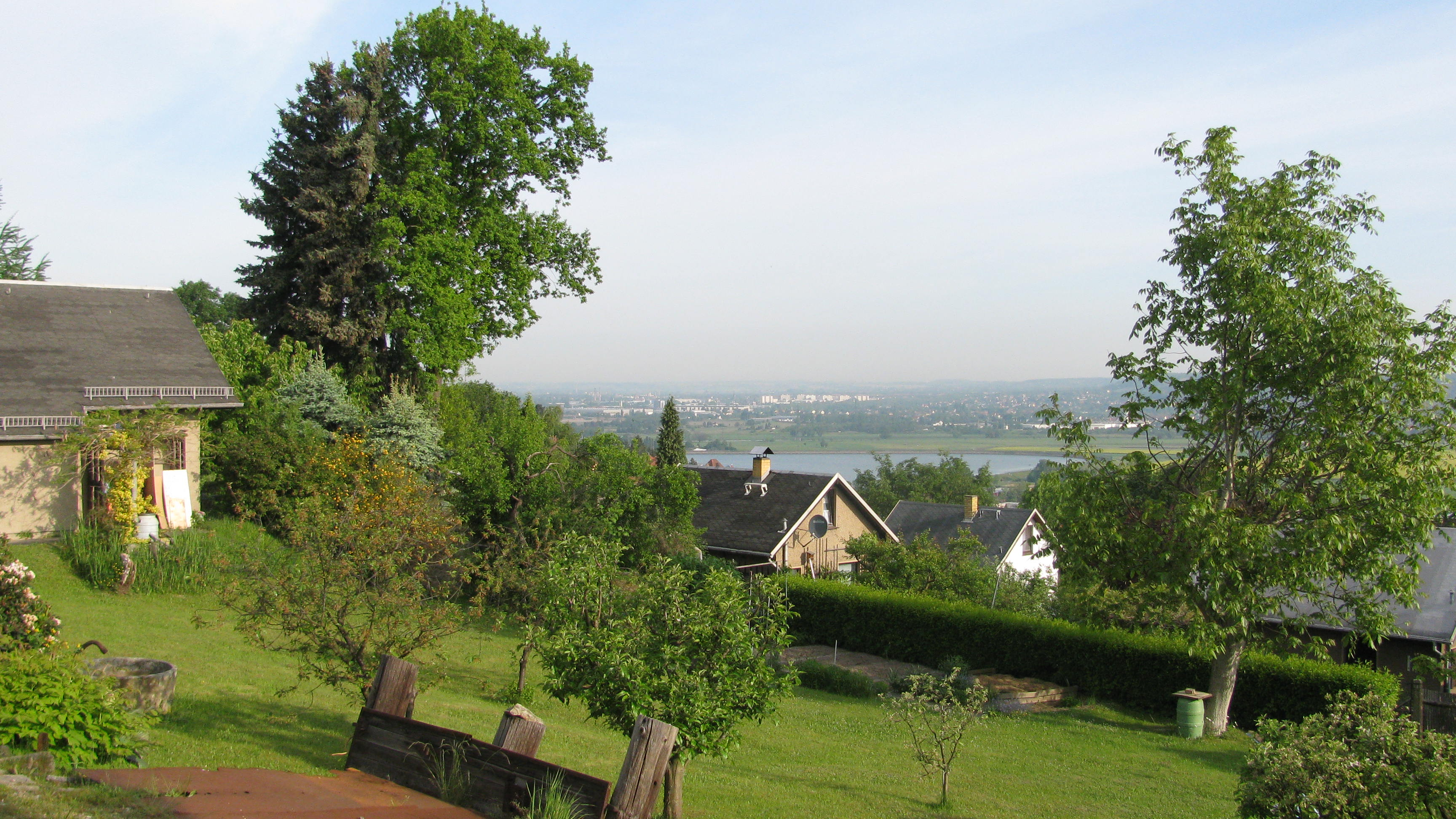
Blick vom Cossebauder Ortsteil Neu-Leuteritz ins Elbtal
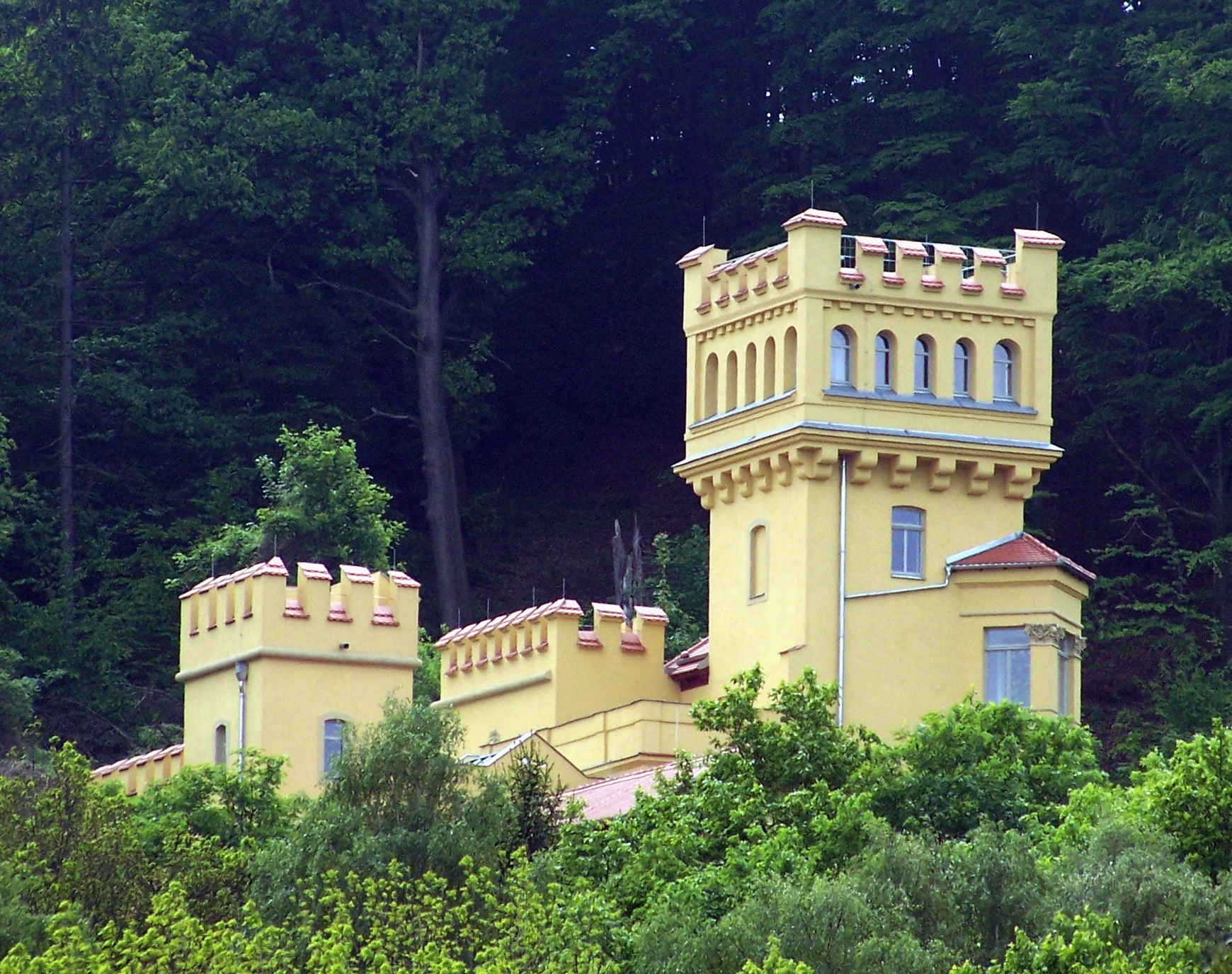
Fabrikantenvilla Weißes Schloss

## Einwohnerentwicklung
| Jahr   | Einwohner                                 |
| ------ | ----------------------------------------- |
| 1607   | 16 besessene Mann, 9 Gärtner, 4 Häusler   |
| 1764   | 17 besessene Mann, 10 Gärtner, 32 Häusler |
| 1834   | 465                                       |
| 1871   | 663                                       |
| 1890   | 1.222                                     |
| 1910   | 2.887                                     |
| 1925   | 3.219                                     |
| 1939   | 3.520                                     |
| 1946   | 4.256                                     |
| 1950   | 4.225                                     |
| 1964   | 3.830                                     |
| 1990 ¹ | 4.200                                     |
| 2002 ² | siehe Cossebaude (Ortschaft)              |

¹ mit Neu-Leuteritz
² mit Neu-Leuteritz, Gohlis und Niederwartha

## Persönlichkeiten
- Johann Ludewig (1715–1760), Bauer, „Bauernastronom“ und Steuereinnehmer, wohnte in Cossebaude
- Ernst Schulze (1855–1932), Tischlermeister, Mitglied des Deutschen Reichstags
- Erna Berger (1900–1990), Opernsängerin
- Wolfram Brockmeier (1903–1945), nationalsozialistischer Lyriker
- Hans Göldner (1928–2020), Ingenieur und Hochschullehrer
- Joachim Goldbach (1929–2008), Generaloberst, Stellvertreter des DDR-Ministers für Nationale Verteidigung

## Trivia
Der Sage „Das unglückliche Schuhwerfen zu Cossebaude“ nach soll am 10. September 1655 im Dorf Cossebaude durch etliche Dienstleute der mittlerweile veraltete Brauch des Schuhwerfens durchgeführt worden sein, bei dem sich eine Magd beim Bücken mit tödlicher Folge ein Brotmesser, das sie am Busen trug, ins Herz stieß.